# گردشگر (فیلم ۱۹۲۱)
گردشگر (انگلیسی: The Tourist) یک فیلم است که در سال ۱۹۲۱ منتشر شد. از بازیگران آن می‌توان به اولیور هاردی و جیمی اوبری اشاره کرد.